# لوسين ديبيليسر
لوسين ديبيليسر (مواليد 13 فبراير 1904) هو ملاكم بلجيكي، مثّل بلاده في الألعاب الأولمبية الصيفية 1924.

## روابط خارجية
لوسين ديبيليسر على موقع أوليمبيديا (الإنجليزية)